# Hol, Vårgårda kommun
Hol är en ort i Vårgårda kommun i Västra Götalands län, belägen mellan Vårgårda och Alingsås. Fram till och med 2005 klassades Hol som en småort.
Det är en kyrkby i Hols socken, med eget fotbollslag och skola. Tidigare gick E20 genom Hol, men sedan 2020 har en ny motorväg byggts strax söder om orten.

## Hol

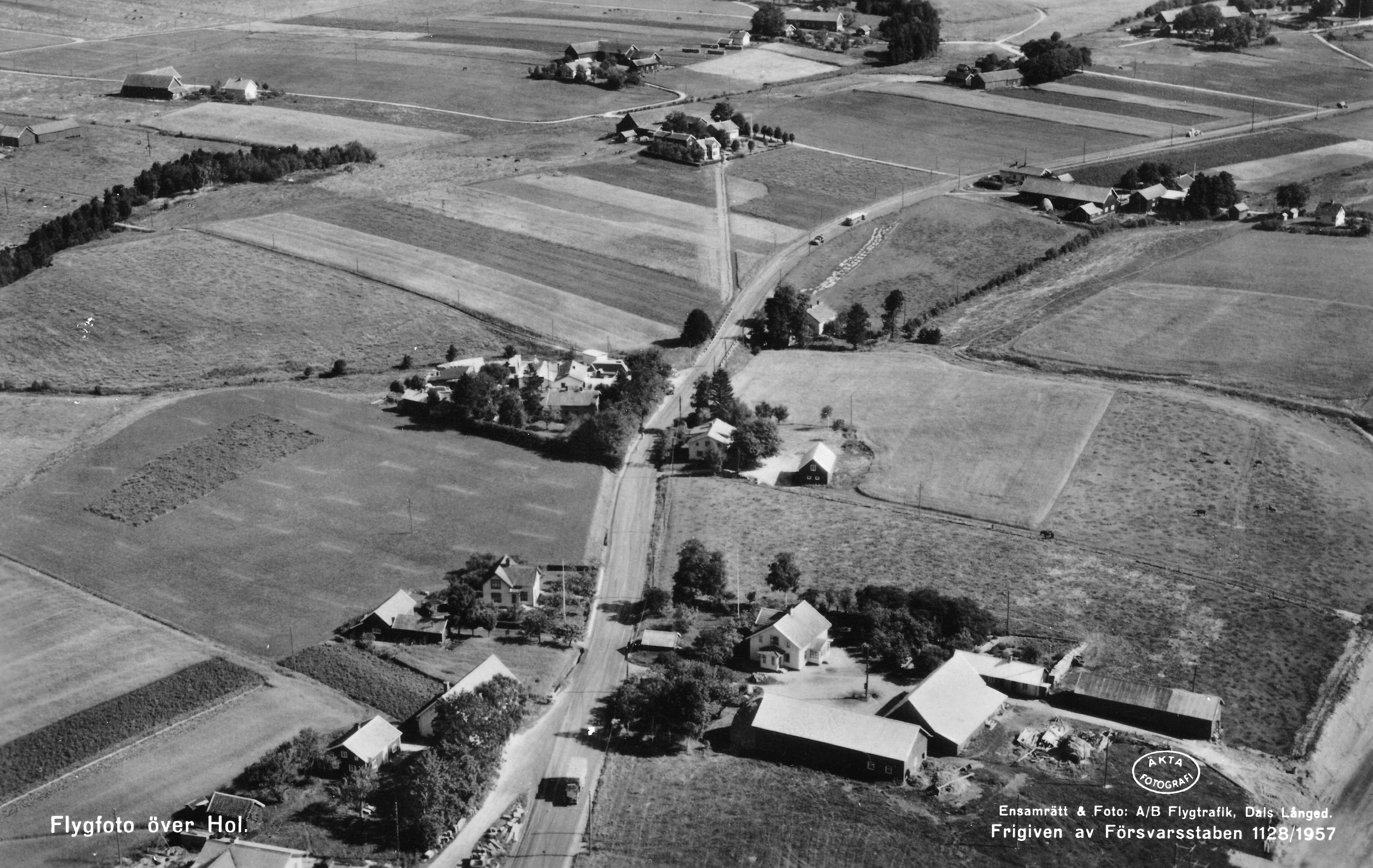
Gamla riksvägen, med pågående byggnation av ny riksväg (senare europaväg) nere till höger.

Namnet innehåller hol, 'kulle, rund höjd' syftande på en höjd i byn.. Men det finns även andra teorier att Hol skulle betyda helig plats. En tredje teori är även att Hol kommer från ordet Holl som ska betyda en jämn upphöjning på en slätt omgiven av vatten. 

## Fornlämningar

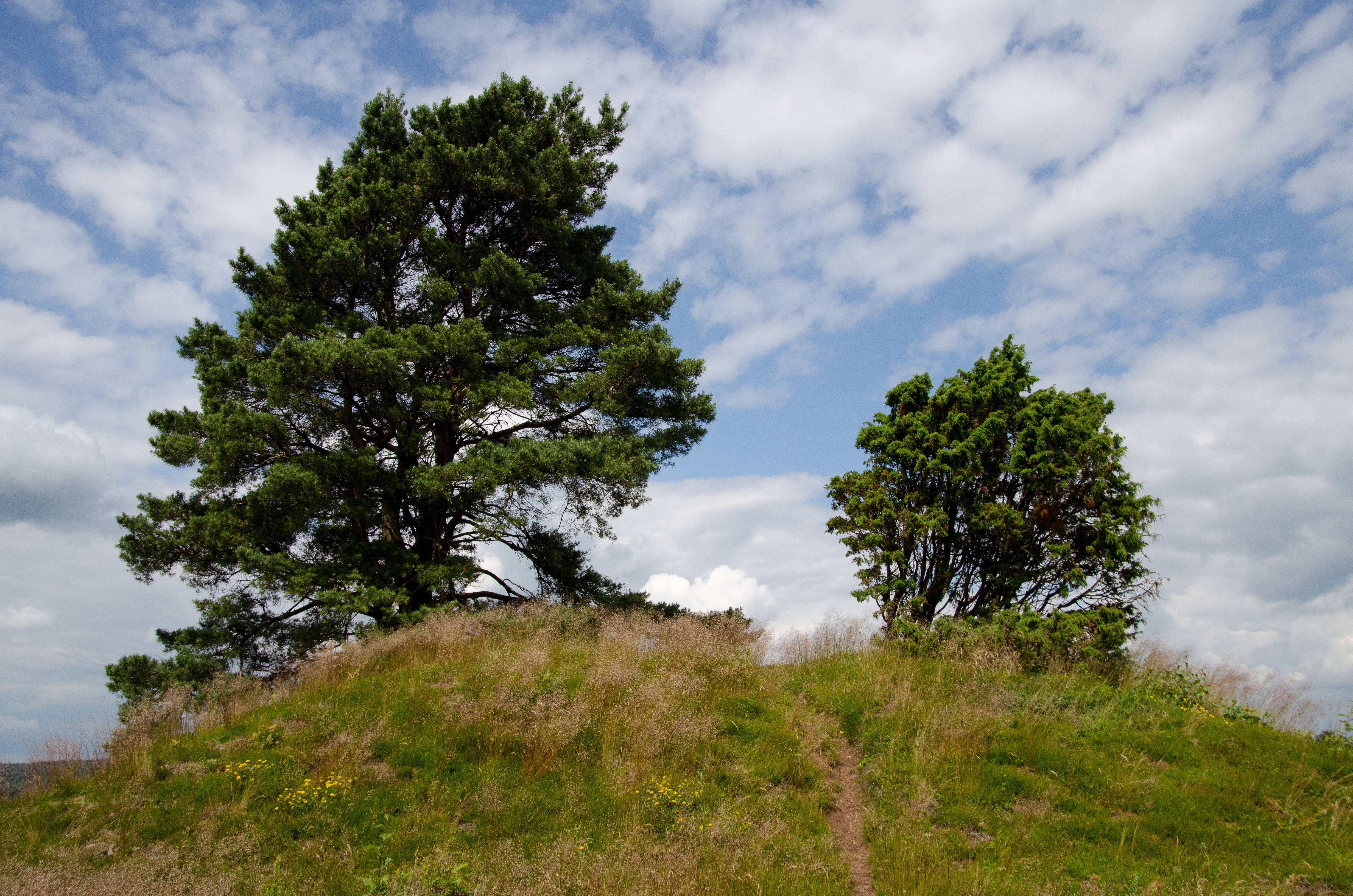
Store hög (Hol 6:1)

I Hol finns ett stort antal fornlämningar. Vid en arkeologisk undersökning inför ett vägarbete 2008 påträffades flera fynd. Undersökningen berörde främst ett gravfält från järnåldern. Under gravfältet framkom dock, vilket är relativt vanligt i syd- och Mellansverige, boplatslämningar från äldre tid (dvs bronsålder-äldre järnålder).
Den största gravhögen i bygden, Store Hög, är 18 meter i diameter och den kan sannolikt dateras till bronsålder. Totalt finns det cirka 140-150 forntida gravar i Hol, varav sex är större än de övriga. Store Hög ligger ligger relativt öppet i landskapet och är tydligt synlig i landskapet, de övriga fem större gravhögarna ligger inne i den nuvarande skogen och är därmed idag inte lika tydligt synliga. På/vid ett av gravfälten finns en domarring, en typ av grav från järnåldern. En arkeologisk undersökning av Store Hög är genomförd, men relativt fåtaliga fynd påträffades. 
De större gravhögarna är sannolikt från bronsåldern, 1500 - 500 f.Kr., medan de mindre är från järnåldern, 500 f.Kr - 1 050 e.Kr.
I de gamla kyrkböckerna kan man hitta följande rad: ”ett oräkneligt antal ättehögar utjämnats”. Detta skrevs på 1 700-talet och då jämnades gravhögarna med marken för att få mer yta för att bygga torp på. Minst två av storhögarna försvann även på 1900-talet när grusgropen i Hol utvidgade sitt brytningsområde. Sista gången gravar togs bort var 1926-1927 när tolv gravar grävdes ur och undersöktes. Det är informationen från dessa gravar som ligger till grund för åldersbestämningen. I Hol, troligtvis i gravarna, har man hittat ett guldmynt som var präglat för Theodosius II som levde 408-450 e.Kr.

## Hols kyrka
Huvudartikel: Hols kyrka
Äldsta delarna av Hols kyrka är från 1200-talet. 1611 plundrades kyrkan av danskarna och för en tid använde de kyrkan som stall. Kulhålen i den järnbeslagna medeltidsdörren är från denna tiden. År 1776 byggdes tornet och kyrkan byggdes om relativt mycket i samma veva.

## Vandringsleder
I Hol finns två vandringsleder, en som heter Hols-gärde på 4,2 km och som heter Holleden på 14,6 km. Dessa leder går förbi flera fornlämningar och även gamla torp där det är uppsatt informationstavlor, båda lederna startar vid Hols kyrka.

## Idrott
Hols IF bildades 30 april 1944 officiellt och en gammal fotbollsplan norr om Hols kyrka blev hemmaplan. Men även innan andra världskriget utbrott försiggick det mycket idrottsliga aktiviteter i Hol. Föreningen antogs av Riksidrottsförbundet den 31 juli 1945. 

### Fotboll
Matcher i fotboll hölls redan 1933 men då av vänskapskaraktär och utan att någon förening fanns.
Det finns inte några matchresultat kvar från det första officiella året som fotbollsklubb. Under de första åren hade klubben inga större framgångar och det dröjde till 1956 innan den första seriesegern kom, då som en överraskning.
I slutet av 1960-talet så utvecklades damfotbollen och de spelade även i den högsta serien under två säsonger, 1977 och 1978.
Från 2011 är Sävens BK och Hols IF i samma lag i Västergötlands Fotbollförbunds seriesystem och 2011 spelade de i division V, men under 2012 spelade de i division VI. 

### Bandy
Eftersom det inte fanns någon bandybana på hemmaplan i Hol blev det svårt att utöva denna sport. Men under 1940- och 50-talet deltog Hol ändå i Mjörnserien, 1953 van de vann serien. Men eftersom det inte fanns någon bana i Hol fick matcherna spelas i Alingsås, eller där det fanns sjöisar.

### Bordtennis
Bordtennis var tidigt en populär sport under vinterhalvåret, första bordet var ett hemmabygge som fanns i det gamla församlingshemmet i Hol. Eftersom sporten blev populär införskaffades till slut ett riktigt bord som placerades i en lokal som kallades "fattigstugan", med hjälp av kommunen kunde lokalen inredas och användas. Under delar av 1950- och 60-talet  spelades bordtennis i den gamla affärslokalen vid Marbogården. När den egna klubblokalen var klar genomfördes klubbmästerskap och interna serier. Under sent 1980-tal flyttades verksamheten till Hols skola vilket gjorde att det blev en bättre organisation inom föreningen och det startades en ungdomsverksamhet. Bordtennis är en populär sysselsättning under raster i Hols skola och det anordnas även bordtennistävlingar.

### Motocross
Hols motocrossbana är hemmaplan för MC Alingsås. Banan är belägen vid gamla riksvägen bakom gamla motellet. Banan är anlagd 1971 och har fastighetsbeteckningen Hallorstorp 1:7. Banan är runt 1 500 meter lång och består av grus, sand och lera. Tidigare fanns det även crossbana i Kärtared, som drevs av Alingsås MK, men som lades ner runt 1970. 

### Andra sporter
Även om fotboll var den dominerande sporten förekom även terränglöpning och på senare år tillkom sporter såsom skidor och handboll. 

## Orten på film
Slutscenen till filmen Tuppen spelades in i Hol.